# قطعنامه ۶۷۲ شورای امنیت
قطعنامه  ۶۷۲ شورای امنیت سازمان ملل متحد که در تاریخ ۱۲ اکتبر ۱۹۹۰ تصویب شد، سندی بین‌المللی دربارهٔ سرزمین‌های اشغالی توسط اسرائیل است. این قطعنامه طی نشست ۲۹۴۸ام با ۱۵ رای موافق، ۰ مخالف و ۰ ممتنع تصویب شد.